# Aeroporto di Long Beach-Daugherty
L'Aeroporto di Long Beach-Daugherty (IATA: LGB, ICAO: KLGB) (in inglese: Long Beach Airport) è un aeroporto californiano che serve la città di Long Beach(Los Angeles), negli Stati Uniti d'America.

## Storia
Il primo volo transcontinentale, un biplano pilotato da Calbraith Perry Rodgers, atterrò nel 1911 sulla spiaggia sabbiosa di Long Beach. Dal 1911 fino a quando venne creato l'aeroporto, gli aerei utilizzavano la spiaggia come una pista.
Earl S. Daugherty affittò per uso aeronautico l'area, che più tardi divenne un aeroporto per spettacoli aerei, acrobazie di volo ed escursioni. Più tardi, venne fondata la prima scuola di volo del mondo nel 1919. Nel 1923 Daugherty convinse il consiglio comunale ad utilizzare l'area per creare il primo aeroporto municipale.
Tra gli anni 1940 e 1950, gli unici voli non-stop dall'Aeroporto di Long Beach erano diretti a Los Angeles, San Diego e Santa Catalina. Nel 1962, la Western Airlines iniziò un volo giornaliero per San Diego e uno per San Francisco con un turboelica Lockheed Electra. Il primo servizio di jet arrivato a Long Beach fu nel 1968; nel 1969, Western operava voli non-stop con Boeing 737-200 verso Las Vegas, Oakland e San Francisco. Tuttavia, entro il 1980, l'unico servizio non-stop sarebbe stato operato verso San Francisco dalla Pacific Southwest Airlines. PSA verrà poi acquisita ed integrata da USAir.
Nel 1981, una nuova compagnia aerea con sede a Long Beach, Jet America Airlines, iniziò voli non-stop con McDonnell Douglas MD-80 verso Chicago e, nel 1982, verso Dallas. Jet America Airlines verrà poi acquistata e integrata in Alaska Airlines nel 1987 che nel 1981 iniziò voli diretti con Boeing 727 verso Portland e Seattle da Long Beach. Nel 1983, American Airlines iniziò voli non-stop per Chicago-O'Hare e per Dallas-Fort Worth, mentre United Airlines e Continental Airlines iniziarono a operare voli diretti verso Denver. Nel 1984, United Airlines operava due voli quotidiani verso Denver con Boeing 767-200, ancora oggi l'aereo più grande che ha mai operato da Long Beach.
Tra il 1990 e il 1992 Continental Airlines, Delta Air Lines, Trans World Airways e USAir cessarono i voli da e per Long Beach, stessa cosa fece American Airlines nei primi mesi del 2006. Tuttavia, Delta Connection e US Airways continuarono a volare da e per l'aeroporto con jet regionali.